# Кузьма (приток Чепцы)
Ку́зьма — река в Юкаменском и Глазовском районах Удмуртии, в России. Берёт начало на Красногорской возвышенности на подножии горы Кезйовир, протекает на северо-восток. На территории Дзякинского болота впадает в реку Чепцу с левого берега. Имеет несколько мелких притоков, самые большие из которых Таранчашур и Чемошур. На реке расположены деревни Балы, Нижняя Кузьма. В последней через реку построены автомобильный и железнодорожный мост.
Длина реки — 20 км, площадь водосборного бассейна — 75 км².

## Данные водного реестра
По данным государственного водного реестра России относится к Камскому бассейновому округу, водохозяйственный участок реки — Чепца от истока до устья, речной подбассейн реки Вятка. Речной бассейн реки — Кама.